# Christian Gerlach
Hans Christian Gerlach (1963) è uno storico tedesco, professore di Storia moderna all'Università di Berna. Gerlach è anche editore associato del Journal of Genocide Research e autore di numerosi libri che trattano dello Hungerplan, dell'Olocausto e del genocidio.

## Idee
L'articolo di Gerlach, "Società estremamente violente: un'alternativa al concetto di genocidio" è stato oggetto di un grande dibattito tra gli studiosi di genocidio e violenza. Nell'articolo, Gerlach sfida il modello utilizzato nel tentativo di comprendere il genocidio. Gerlach ha precedentemente suscitato un intenso dibattito tra gli storici dell'Olocausto con la sua tesi relativa al 12 dicembre 1941 come data in cui Adolf Hitler prese la decisione di annientare gli ebrei d'Europa.
Gerlach è noto anche per il suo atteggiamento critico nei confronti della resistenza conservatrice nazionale nella Germania nazista. Secondo Gerlach, la resistenza offerta da ufficiali come Claus von Stauffenberg e Henning von Tresckow, responsabili dell'attentato a Hitler il 20 luglio 1944, non era sincera e, infatti, Tresckow e molti altri combattenti della resistenza furono pesantemente implicati nei crimini di guerra nazisti.
La tesi di Gerlach è stata criticata da numerosi studiosi, tra cui Peter Hoffmann dell'Università McGill e Klaus Jochen Arnold, della Konrad-Adenauer-Stiftung, una fondazione associata al partito politico Unione Cristiano Democratica di Germania (CDU). Nel 2011, Danny Orbach, uno storico con sede ad Harvard, ha scritto che la lettura delle fonti da parte di Gerlach sarebbe distorta e, a volte, diametralmente opposta a ciò che effettivamente dicono. In un caso, secondo Orbach, Gerlach aveva falsamente parafrasato le memorie del combattente della resistenza, il colonnello Rudolf Christoph Freiherr von Gersdorff, e in un altro caso, citato in modo fuorviante da un documento delle SS. Quindi, Orbach conclude che la tesi di Gerlach sulla resistenza tedesca sarebbe altamente inattendibile.
Altri storici concordano con le scoperte di Gerlach. Ad esempio, la ricerca di Johannes Hürter, storico dell'Istituto di Storia Contemporanea di Monaco, conferma la colpevolezza del personale dell'Army Group Center in crimini di guerra e atrocità naziste. Nella sua opera "Auf dem Weg zur Militaeropposition: Tresckow, Gersdoff, der Vernichtungskrieg und der Judenmord" ("Resistenza nell'esercito: Tresckow, Gersdoff, la guerra di sterminio e l'omicidio degli ebrei"), Huerter analizza i documenti sul rapporto di Army Group Center con l'Einsatzgruppe B nel 1941. Conclude che Tresckow e la sua cerchia di cospiratori all'interno dell'Army Group Center erano ben informati sull'omicidio di massa di ebrei dopo l'Operazione Barbarossa e fornivano la necessaria cooperazione. La loro ideologia nazional-conservatrice era allineata con il regime nazista nel suo anticomunismo, accompagnata da pregiudizi razziali contro slavi ed ebrei. Solo quando è diventato evidente che la sconfitta era imminente e che la Germania sarebbe stata ritenuta responsabile delle sue politiche di genocidio, sono, a suo parere, entrate in gioco le cosiddette considerazioni etiche.